# Berlinale 1951
La Berlinale 1951 est la 1re édition du festival du film de Berlin, qui s'est déroulée du 6 juin 1951 au 17 juin 1951. Le film présenté en ouverture est Rebecca, d'Alfred Hitchcock. Il avait été interdit de diffusion en Allemagne par les nazis au moment de sa sortie en 1940. 

## Jury
Le jury est composé uniquement de personnalités de nationalité allemande.
- Johannes Betzel
- Emil Dovifat
- Werner Eisbrenner
- Günther Geisler
- Walter Karsch
- Frau Lucht-Perske
- Fritz Podehl
- Tatjana Sais
- Ludwig Trautmann

## Films en compétition
La sélection officielle en compétition se compose de 24 films. Les films sont répartis en plusieurs catégories ayant chacune leur palmarès :
Drames
- Le Chemin de l'espérance (Il cammino della speranza) de Pietro Germi
- Le Christ interdit (Il Cristo proibito) de Curzio Malaparte
- Dieu a besoin des hommes de Jean Delannoy
- Dr. Holl de Rolf Hansen
- L'Ombre d'un homme (The Browning Version) d'Anthony Asquith
- Quatre dans une jeep (Die Vier im Jeep) de Leopold Lindtberg

Comédies
- L'espoir fait vivre (Leva på 'Hoppet) de Göran Gentele
- La Mère du marié (The Mating Season) de Mitchell Leisen
- Sans laisser d'adresse de Jean-Paul Le Chanois

Documentaires
- The Undefeated de Paul Dickson
- La Vallée des castors (Beaver Valley) de James Algar

Thriller et aventure
- Destination... Lune ! (Destination Moon) d'Irving Pichel
- Justice est faite  d'André Cayatte

Films musicaux
- Cendrillon (Cinderella) de Wilfred Jackson
- Les Contes d'Hoffmann (The Tales of Hoffmann) de Powell et Pressburger

Culture
- Caprice en couleurs (Begone Dull Care) de Norman McLaren et Evelyn Lambart
- Der gelbe Dom de Eugen Schuhmacher
- Kleine Nachtgespenster d'Eugen Schuhmacher

Art et science
- Bosch ou Il paradiso perduto de Luciano Emmer et Enrico Gras
- Der Film entdeckte Kunstwerke indianischer Vorzeit de Hans Cürlis
- Goya de Luciano Emmer

Film publicitaires
- Blick ins Paradies de Hans Fischerkoesen
- Het gala-Concert
- The Story of Time de Michael Stainer-Hutchins

## Palmarès
- Ours d'or :
  - Drame : Quatre dans une jeep de Leopold Lindtberg
  - Comédie : Sans laisser d'adresse de Jean-Paul Le Chanois
  - Film documentaire : La Vallée des castors (Beaver Valley) de James Algar
  - Film policier : Justice est faite de André Cayatte
  - Film musical : Cendrillon de Wilfred Jackson